# Mulk Raj Anand
Mulk Raj Anand (ur. 12 grudnia 1905, zm. 28 września 2004) – angielskojęzyczny pisarz indyjski. 

## Życiorys
Studiował w Wielkiej Brytanii w University College London, a następnie na Uniwersytecie w Cambridge, gdzie w 1928 obronił doktorat z filozofii. Następnie powrócił do Indii i osiedlił się w Bombaju, gdzie wydawał czasopismo artystyczne "Marg". Był bliskim współpracownikiem Jawaharlala Nehru po odzyskaniu przez Indie niepodległości.
Jeden z pionierów angielskojęzycznej prozy w Indiach. Tematem swoich utworów uczynił życie najbiedniejszych. Zadebiutował w 1935 roku powieścią Untouchable (Niedotykalny).

## Dzieła
- The Lost Child, and Other Stories, 1934
- Untouchable, 1935; przekł. polski Bolesława Migi Niedotykalny, 1949
- Coolie, 1936; przekł. polski Marii Skibniewskiej Kulis. Powieść, 1950
- Two leaves and a bud, 1937; przekł. polski Bolesława Migi Dwa liście i pąk, 1950
- Lament on the Death of a Master of Arts, 1939
- The Village, 1939
- Across the Black Waters, 1940
- The Sword and the Sickle, 1942
- India Speaks, 1943
- The Barber’s Trade Union, and Other Stories, 1944
- The Big Heart, 1945; przekł. polski Ewy Fiszer Wielkie serce, 1949
- Reflections on the Golden Bed, 1947
- The Tractor and the Corn Goddess, and Other Stories, 1947
- Seven Summers 1951
- The Private Life of an Indian Prince, 1953
- The Power of Darkness, and Other Stories, 1958
- The Old Woman and the Cow [w późniejszych wyd. Gauri], 1960
- The Road 1961
- Death of a Hero 1963
- Lajwanti, and Other Stories, 1966
- Morning Face 1968
- Between Tears and Laughter, 1973
- Confession of a Lover 1976
- Conversations in Bloomsbury, 1981
- The Bubble, 1984
- Little Plays of Mahatma Gandhi, 1990

Polski wybór prozy Idylla kaszmirska i inne opowiadania (1955).